# جيف وود (مغن مؤلف)
جيف وود (بالإنجليزية: Jeff Wood)‏ هو مغن مؤلف أمريكي، ولد في 10 مايو 1968.

## وصلات خارجية
- جيف وود على موقع ميوزك برينز (الإنجليزية)
- جيف وود على موقع أول ميوزيك (الإنجليزية)
- جيف وود على موقع أول ميوزيك (الإنجليزية)
- جيف وود على موقع ديسكوغز (الإنجليزية)